# Podgórze (geografia)
Podgórze – teren położony u podnóża gór (poza ich obrębem) o charakterze równiny lub wysoczyzny. Zazwyczaj jest to fragment kotliny śródgórskiej lub skrajna część przedgórza. Przykładami takich podgórzy jest Podgórze Rzeszowskie na przedpolu Pogórza Dynowskiego lub Podgórze Wilamowickie na przedpolu Pogórza Śląskiego.
W nazewnictwie miejscowym podgórzem określa się obszar położony bliżej gór niż przyjęty punkt odniesienia (np. centrum miasta) lub bezpośrednio u podnóża gór lub wzniesień sąsiadujących z miastem. Przykładem jest Podgórze krakowskie, wałbrzyskie czy toruńskie.